# Les Hogues

Les Hogues este o comună în departamentul Eure, Franța. În 1 ianuarie 2022 avea o populație de 685 de locuitori.